# Stauffenberg

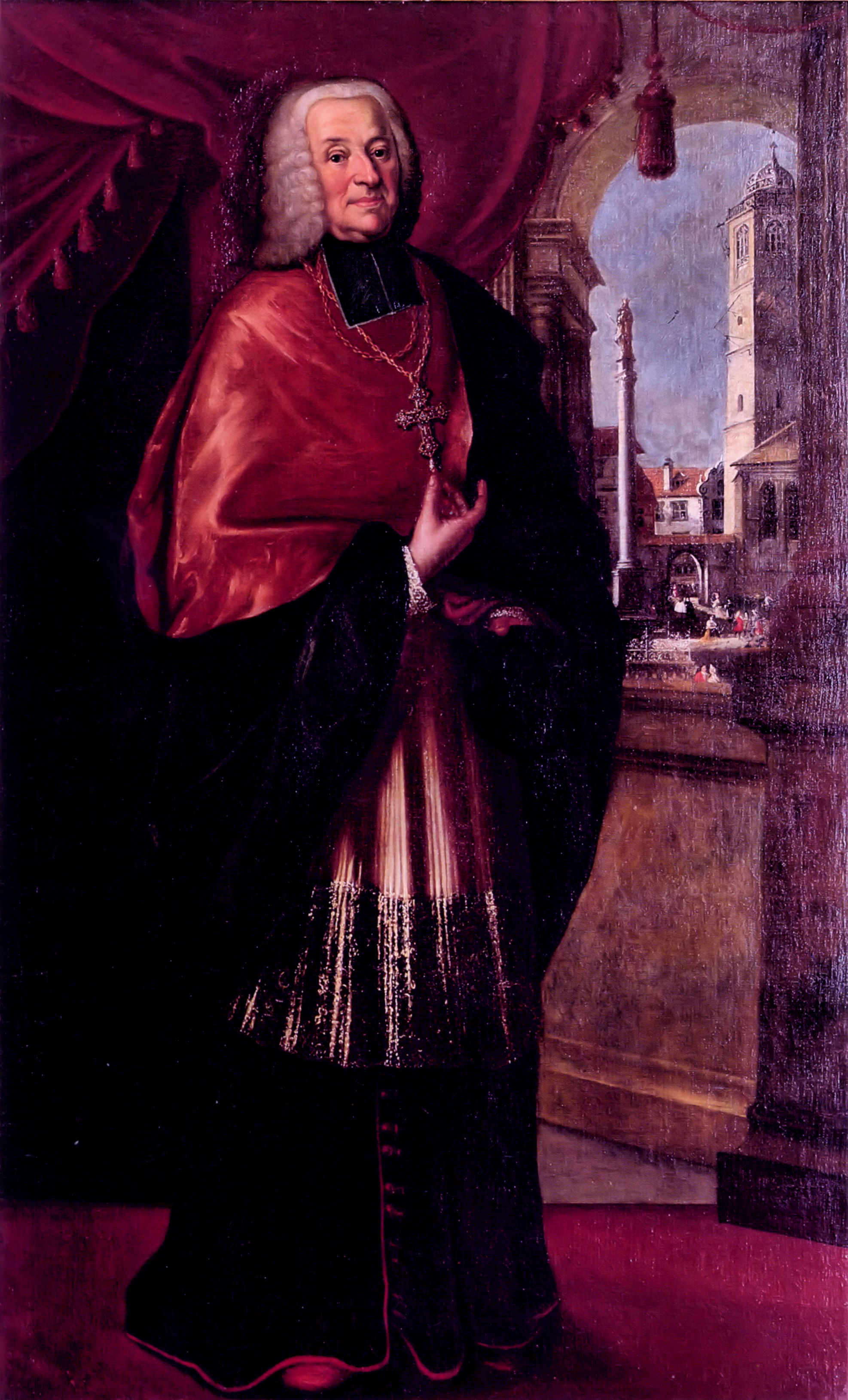
Johann Franz Schenk von Stauffenberg

Stauffenberg is een oud Zwabisch geslacht van rijksridders, wier territorium bij de Reichsdeputationshauptschluss in 1803 aan Württemberg en Beieren toeviel.
Het geslacht werd in 1262 voor het eerst vermeld en is genoemd naar de Burcht Stauffenberg bij Hechingen. Sinds de Stauffenbergers bij de graven van Zollern het erfelijke ambt van hofschenker (Duits: Schenk) bekleedden, werd de geslachtsnaam uitgebreid tot Schenk von Stauffenberg.
De Schenken von Stauffenberg werden in 1698 in de rijksvrijherenstand verheven, de Wilflinger linie in 1791 in de rijksgravenstand. Deze linie stierf in 1833 uit en haar bezit viel toe aan de overgebleven Amerdinger linie, waarvan de leden in 1874 Beierse graven werden.

## Bekende telgen
De broers:
- Berthold Schenk von Stauffenberg (1905-1944), Duits officier en verzetsstrijder
- Alexander Schenk von Stauffenberg (1905-1964), Duits historicus
  - Alexanders echtgenote Melitta Schenk von Stauffenberg geboren Schiller (1903-1945), Duits vliegenierster
- Claus Schenk von Stauffenberg (1907-1944), Duits officier en verzetsstrijder

En voorts:
- Marquard Sebastian Schenk von Stauffenberg (1644-1693), bisschop van Bamberg
- Johann Franz Schenk von Stauffenberg (1658-1740), prins-bisschop van Konstanz en Augsburg
- Franz August Schenk von Stauffenberg (1834-1901), Duits politicus
- Berthold Maria Schenk von Stauffenberg (1934), majoor-generaal b.d.
- Franz Ludwig Schenk von Stauffenberg (1938), lid van de Duitse Bondsdag
- Johann Jakob Schenk von Stauffenberg, gestorven 1588. Begraven in St-Jacob, Antwerpen.